# Maroulas
Maroulas (griechisch Μαρουλάς (m. sg.)) ist ein Bergdorf im Gemeindebezirk Rethymno der Gemeinde Rethymno auf der griechischen Insel Kreta. Das 486 Einwohner zählende Dorf bildet zusammen mit dem Weiler Dilofo (Δίλοφο, 61 Einwohner) die Ortsgemeinschaft Maroulas. Das Dorf liegt etwa drei Kilometer landeinwärts der Nordküste Kretas, östlich des Baches Platanas.

## Geschichte
Maroulas wurde in der byzantinisch-venezianischen Zeit Kretas gegründet. Es blickt damit auf eine über 800 Jahre alte Geschichte zurück. Im Dorf sind trotz vieler Erdbeben mehrere Gebäude aus dieser Zeit erhalten. Erhalten sind zwei Wohntürme aus der Spätphase der venezianischen Herrschaft, wohl aus der ersten Hälfte des 17. Jahrhunderts.
Gefundene Grabkammern mit gewölbten Decken lassen darauf schließen, dass die Stelle des heutigen Dorfes auch schon in der minoischen Zeit besiedelt war. Sichere Quellen gibt es jedoch über die byzantinische Zeit aus dem Buch „Der Kretische Krieg“ von Marinos Tzane Bounialis. Erstmals wurde Maroulas im Jahr 1577 von Francesco Barozzi unter dem Namen Marula erwähnt.
Nach der kleinasiatischen Katastrophe fanden hier später ungefähr 100 Familien aus Ionien eine neue Heimat.

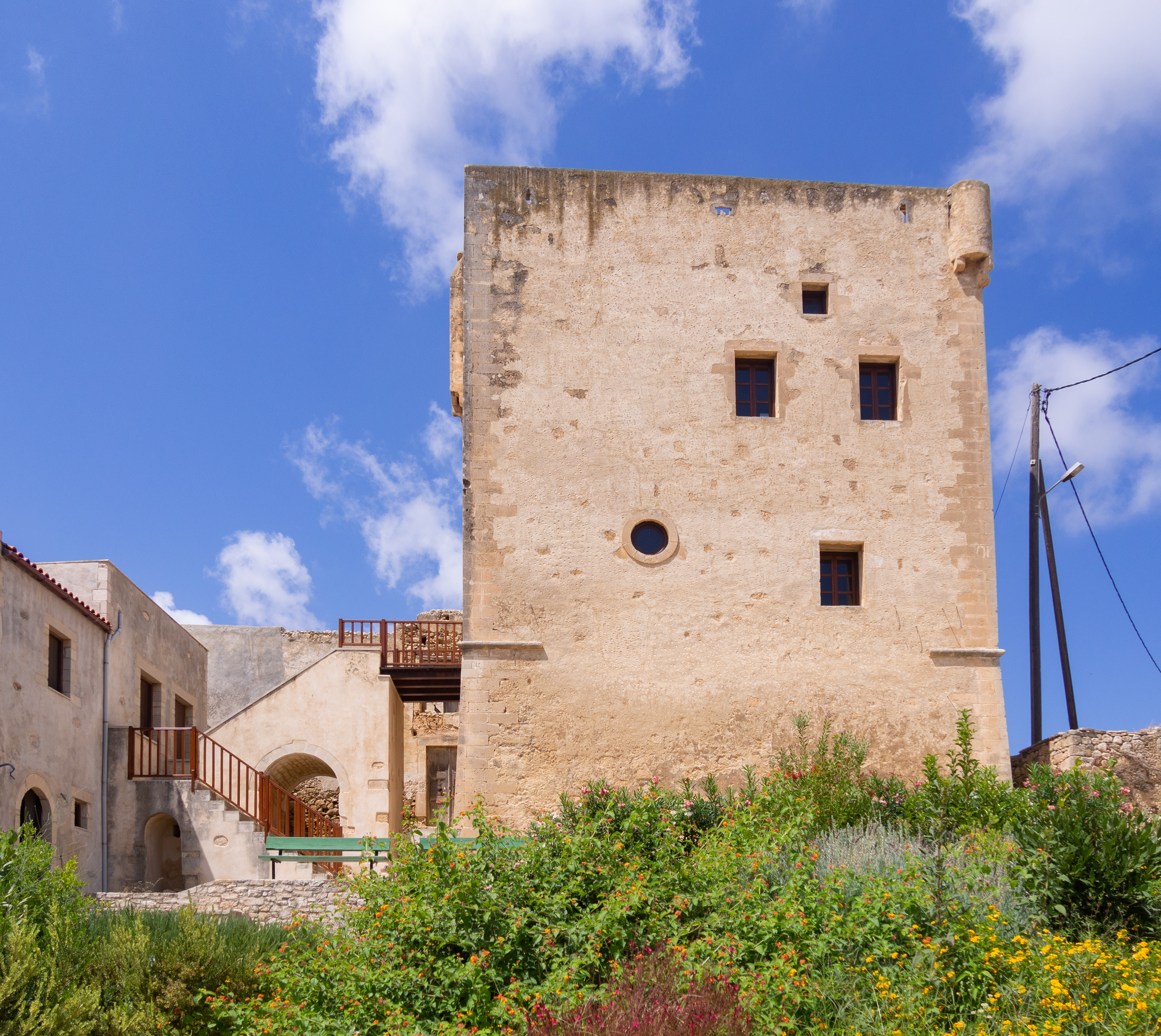
Turmhaus
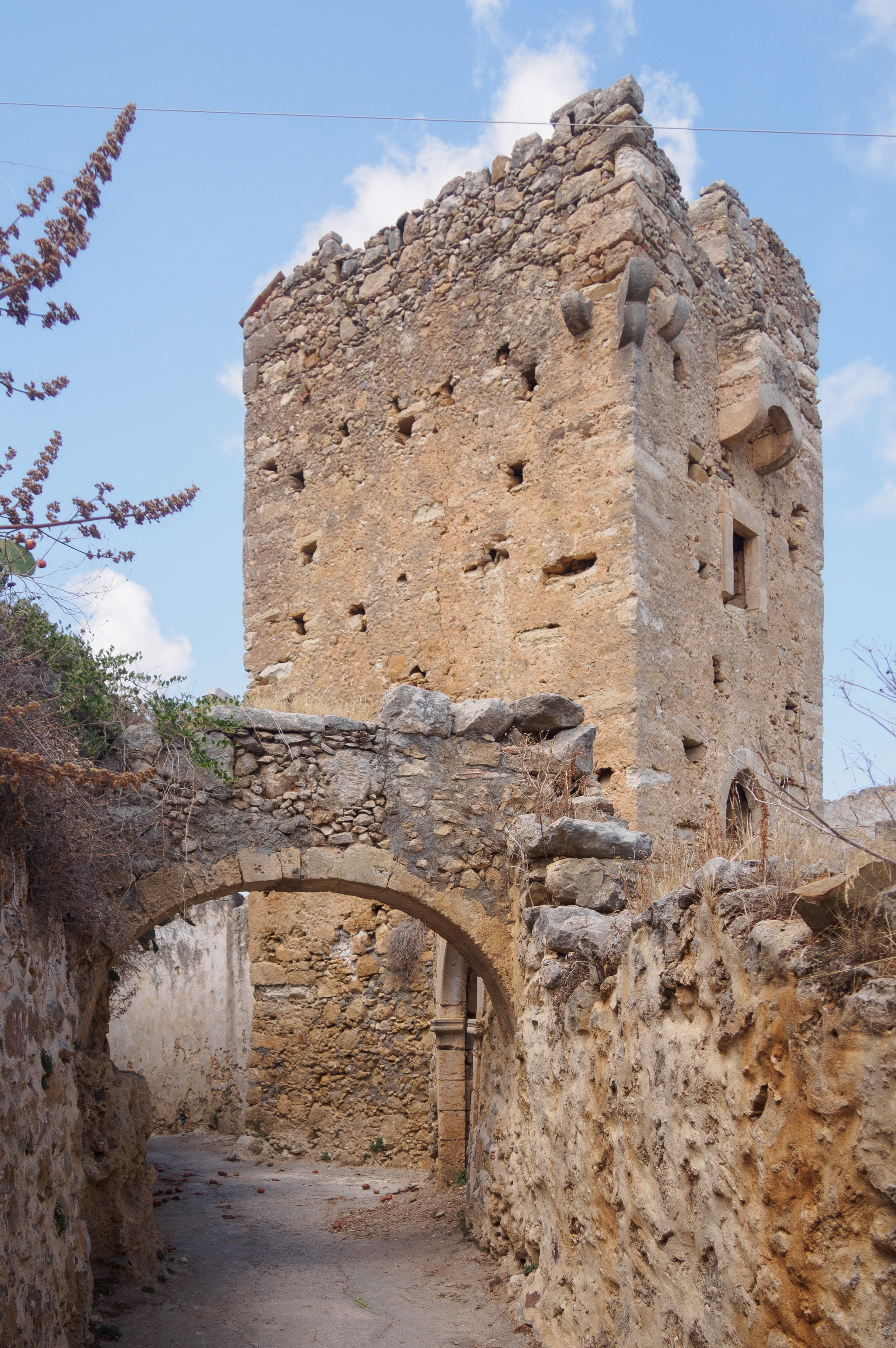
Turm mit Hocheingang und Wehrerker
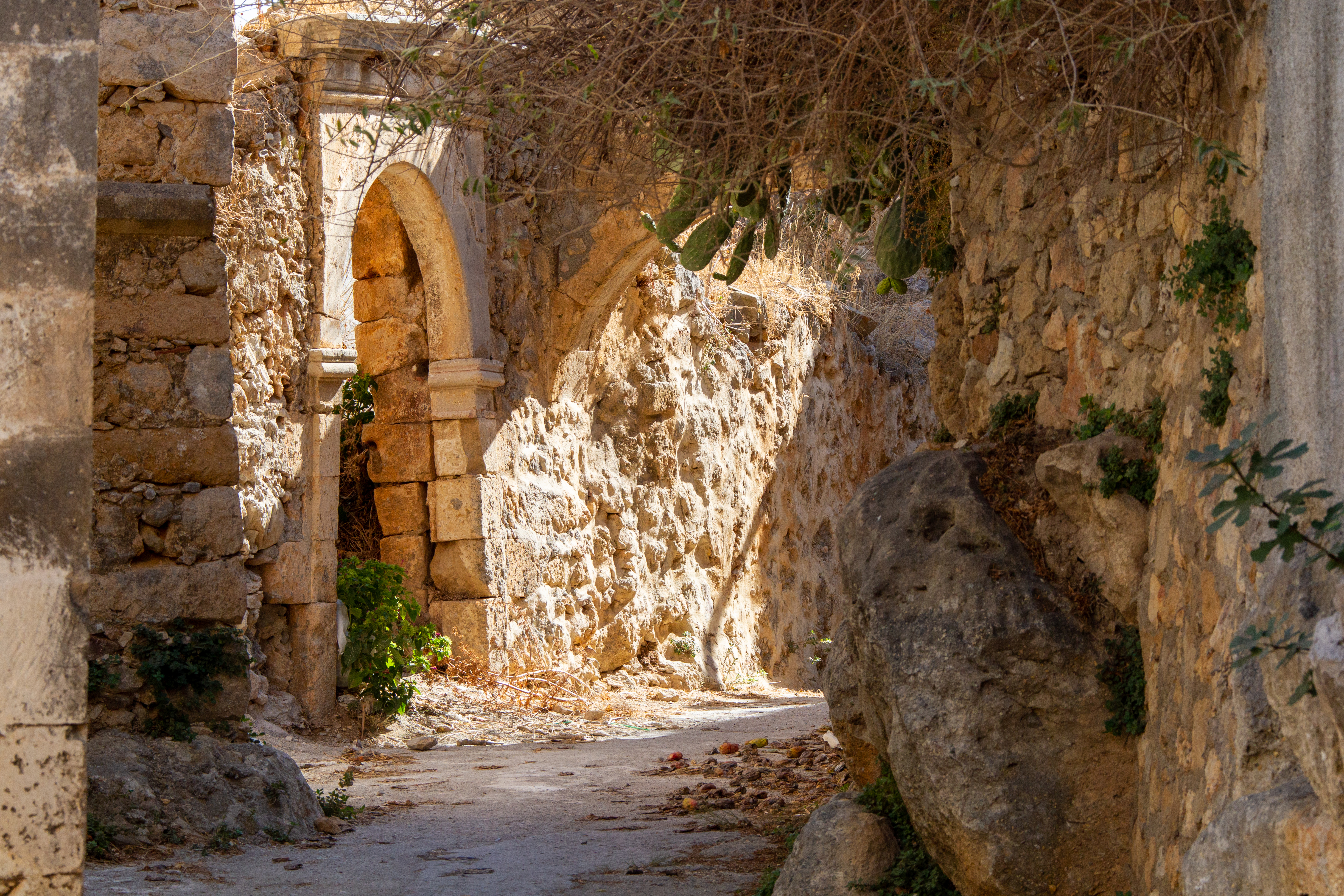